# Comocritis nephelista
Comocritis nephelista is een vlinder uit de familie van de stippelmotten (Yponomeutidae). De wetenschappelijke naam van de soort werd in 1914 gepubliceerd door Edward Meyrick.